# Credit Suisse
Credit Suisse (CS) var en schweizisk bank og finansiel koncern med hovedsæde i Zürich, Schweiz. Banken var den næststørste i landet, kun overgået af UBS AG. Credit Suisse omsatte for knap 170 mia. kr. (36,13 mia. schweizerfranc) (2007), beskæftigede 48.000 ansatte (2007) og var noteret på børserne i Zürich og New York. I marts 2023 kom banken i problemer og måtte overtages af konkurrenten UBS. Aftalen blev indgået med regeringen og den finansielle overvågningsmyndighed den 19. marts 2023, og opkøbet blev endeligt gennemført den 12. juni 2023. Den fortsættende bank efter sammenlægningen, UBS, var 2023 den fjerde- til sjettestørste bank i Europa målt på aktiver, med omkring 1.700 milliarder euro (skrevet 11. december 2023).
Credit Suisse blev grundlagt af Alfred Escher i 1856 som Schweizerische Kreditanstalt. Banken købte i 1988 aktiemajoriteten i The First Boston Corporation, og i 1993 overtog den Schweizerische Volksbank. De to banker blev fusioneret i 1996 til Credit Suisse. I 2000 overtog CS investeringsbanken Donaldson, Lufkin & Jenrette.
Bankens første filial udenfor Schweiz åbnede i 1942 i New York City. Ved tidspunktet for bankens lukning var der afdelinger over det meste af verden.

## Krise i 2023 og ophør som selvstændig bank
I 2023 opstod usikkerhed om Credit Suisses finansielle forhold, og den 19. marts 2023 meddelte UBS, at den havde påtaget sig at overtage Credit Suisse for en købesum på 3 milliarder CHF (ca. 23 mia. DKK).Købet blev endeligt gennemført den 12. juni 2023.